# 3474 Linsley
3474 Linsley (1962 HE) là một tiểu hành tinh vành đai chính được phát hiện ngày 27 tháng 4 năm 1962 bởi Đài thiên văn Goethe Link ở Brooklyn.